# Cumbres de San Bartolomé
Cumbres de San Bartolomé è un comune spagnolo di 549 abitanti situato nella comunità autonoma dell'Andalusia.

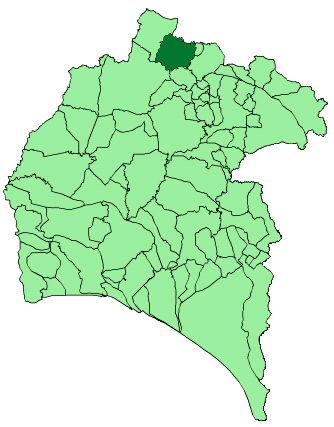
Mappa del comune nella provincia